# Rota (vulkaan)
Rota of Orota is een stratovulkaan in het departement León in het westen van Nicaragua. De berg is 832 meter hoog.
De vulkaan is onderdeel van de bergketen Cordillera Los Maribios. Ongeveer zes kilometer naar het noordwesten ligt de vulkaan Cerro Negro.